# خافر الوحل
خافِر الوحل أو ضفدع الماء (باللاتينية: Pelophylax) (بالإنجليزية: water frogs)‏، تنتمي لرتبة ضفادع.

## أنواع مختارة
- جزاع اخضر
- جزاع صحراوي